# Pardosa gopalai
Pardosa gopalai là một loài nhện trong họ Lycosidae.
Loài này thuộc chi Pardosa. Pardosa gopalai được Patel & C miêu tả năm 1993. Adinarayana Reddy.